# Chromis ovalis
Chromis ovalis és una espècie de peix de la família dels pomacèntrids i de l'ordre dels perciformes que es troba a les Hawaii.
Els mascles poden assolir els 15 cm de longitud total.